# Vallesia
Die Vallesia sind ein Schweizer kulturgeschichtliches Jahrbuch, das vom Staatsarchiv Wallis in Sitten herausgegeben wird. Die Schriftenreihe zählt zusammen mit den Annales valaisannes und den Blättern aus der Walliser Geschichte zu den wichtigen Organen der Walliser Geschichte.
Die Publikation erscheint seit 1946 und veröffentlicht einerseits Beiträge zur Geschichte, Archäologie, Kunstgeschichte und Monumentengeschichte des Kantons Wallis und andererseits die Jahresberichte der kantonalen Institutionen für Kultur: Staatsarchiv, Mediathek Wallis, Walliser Kantonsmuseen, Denkmalpflege, Kantonsarchäologie und kantonaler Kulturgüterschutz. In den Berichten informieren die Dienststellen über ihre Tätigkeit und die vielseitigen kantonalen Sammlungen zur Kulturgeschichte. Die wissenschaftlichen Artikel sind, der Zweisprachigkeit des Kantons Wallis entsprechend, in französischer und in deutscher Sprache verfasst.
1990 setzt zusätzlich die Reihe der Beihefte zu Vallesia (französisch Cahiers de Vallesia) ein, mit denen grössere historische Arbeiten als Monographien herausgegeben werden, so wie beispielsweise als Band 9 im Jahr 2003 die umfassende kantonale bibliotheksgeschichtliche Darstellung De la Bibliothèque cantonale à la Médiathèque Valais (1853–2003). 150 ans au service du public oder als Band 21, 2009, die kulturgeschichtliche Sammelschrift Le Rhône. Dynamique, histoire et société.